# 孫汝翼
孫汝翼（？—？），字舜臣，順天府密雲縣人，民籍，明朝政治人物。

## 生平
嘉靖二十八年（1549年）己酉科順天府鄉試第八十七名舉人。嘉靖三十八年（1559年）中式己未科會試第一百四十九名，廷試三甲第一百七十一名進士。歷官兵部职方司主事，隆庆五年（1571年）六月升通政使司右参议。

## 家族
曾祖孫海；祖父孫寬；父孫填，知縣。母祝氏。具慶下。